# Josep Francesc Ràfols i Fontanals
Josep Francesc Ràfols i Fontanals   (Vilanova i la Geltrú, 20 d'abril de 1889 - Barcelona, 15 de gener de 1965) fou un arquitecte, pintor i historiador de l'art català. Membre del Cercle Artístic de Sant Lluc, fundà amb Josep Llorens i Artigas el grup artístic Agrupació Courbet.
Dedicat més a la teoria que a la pràctica de l'arquitectura, entre les seves realitzacions cal destacar la Casa Méndiz, a Vilanova (1925) i Can Castany, així com la seva participació en les obres de la Sagrada Família.
Fou el primer biògraf de Gaudí (Antoni Gaudí, 1928), professor d'Història de l'Art a l'Escola Massana des de la seva fundació fins al 1936, i el primer a ocupar la Càtedra Gaudí de la Universitat Politècnica de Catalunya (1956). Igualment fou un dels primers a escriure sobre el Modernisme (El arte modernista en Barcelona, 1943; Modernismo y modernistas, 1949) -el primer estudi complex sobre aquest moviment català- i un dels teòrics de l'arquitectura noucentista a través de la seva obra Arquitectura del Renaixement italià (1926), on el seu estudi sobre Brunelleschi influí en la nova generació d'arquitectes catalans.
Autor també de Pere Blai i l'arquitectura del Renaixement a Catalunya (1934), i El arte romántico en España (1954). El Diccionario Biográfico de Artistas de Cataluña (1951-1954), en tres volums, reeditat posteriorment, és un recull pràcticament exhaustiu d'artistes catalans i font d'obligada consulta. Els seus llibres i els seus papers, èpistolari -com ara les cartes que li envià Joan Miró al llarg de tota la vida-, etc. es conserven a la Biblioteca de Catalunya.